# Maki Tsukada
Maki Tsukada (jap. 塚田真希 Tsukada Maki; * 5. Januar 1982 in Shimotsuma) ist eine ehemalige japanische Judoka. Sie gewann je eine olympische Gold- und Silbermedaille, 2007 war sie Weltmeisterin.

## Karriere
Die 1,70 m große Maki Tsukada war von 2002 bis 2010 neunmal japanische Meisterin in der offenen Klasse und sechsmal Meisterin im Schwergewicht.
Tsukada gewann 2000 den Schwergewichtstitel bei den Junioren-Weltmeisterschaften. 2001 erreichte sie das Finale der Universiade in Peking im Schwergewicht, dort unterlag sie der Chinesin Yuan Hua. 2002 gehörte Tsukada zum siegreichen japanischen Team bei den Mannschaftsweltmeisterschaften. Bei den Asienspielen in Busan erreichte sie das Finale in der offenen Klasse und unterlag dort der Chinesin Tong Wen. 2003 fanden die Weltmeisterschaften in Osaka statt. Tsukada bezwang im Halbfinale des Schwergewichts die Kubanerin Daima Beltrán, im Finale unterlag sie der Chinesin Sun Fuming.
Ein Jahr später gewann Tsukada bei den Olympischen Spielen 2004 in Athen alle Kämpfe vorzeitig durch Ippon. Nach der Australierin Jessica Malone und der Ukrainerin Maryna Prokofjewa besiegte sie im Halbfinale die Russin Tea Dongusaschwili, dieser Kampf dauerte mit 4:35 Minuten am längsten. Das Finale gegen die Kubanerin Daima Beltrán dauerte 1:50 Minuten.
Bei den Weltmeisterschaften 2005 in Kairo unterlag Tsukada im Halbfinale der Chinesin Tong Wen, den Kampf um die Bronzemedaille gewann die Japanerin gegen Tea Dongusaschwili. 2006 gewann das japanische Team die Bronzemedaille bei den Mannschaftsweltmeisterschaften. 2007 erreichte Maki Tsukada bei den Weltmeisterschaften in Rio de Janeiro das Schwergewichtsfinale durch einen Sieg über die Britin Karina Bryant, verlor dann aber im Finale gegen Tong Wen. In der offenen Klasse besiegte sie im Halbfinale die Russin Jelena Iwaschtschenko, im Finale gewann sie gegen die Slowenin Lucija Polavder den Weltmeistertitel.
Bei den Olympischen Spielen 2008 in Peking besiegte Tsukada im Achtelfinale die Französin Anne-Sophie Mondière, im Viertelfinale die Mexikanerin Vanessa Martina Zambotti und im Halbfinale Lucija Polavder. Von ihren sieben Kämpfen bei zwei Olympischen Spielen hatte Maki Tsukada bis dahin alle vorzeitig gewonnen. Im Finale unterlag sie Tong Wen nach 4:52 Minuten und erhielt die Silbermedaille.
2009 gewann Tong Wen schon im Viertelfinale der Weltmeisterschaften in Rotterdam gegen Tsukada, die mit Siegen in der Hoffnungsrunde über die Ukrainerin Maryna Prokofjewa und die Deutsche Franziska Konitz eine Bronzemedaille erkämpfte. Bei den Weltmeisterschaften 2010 in Tokio war Tong Wen gesperrt. Maki Tsukada unterlag im Halbfinale gegen die Chinesin Qin Qian, im Kampf um die Bronzemedaille siegte sie gegen die Chinesin Liu Huanyuan. Mit der Bronzemedaille bei den Heimweltmeisterschaften, ihrer sechsten Weltmeisterschaftsmedaille insgesamt, endete Tsukadas internationale Karriere.